# Hoswick

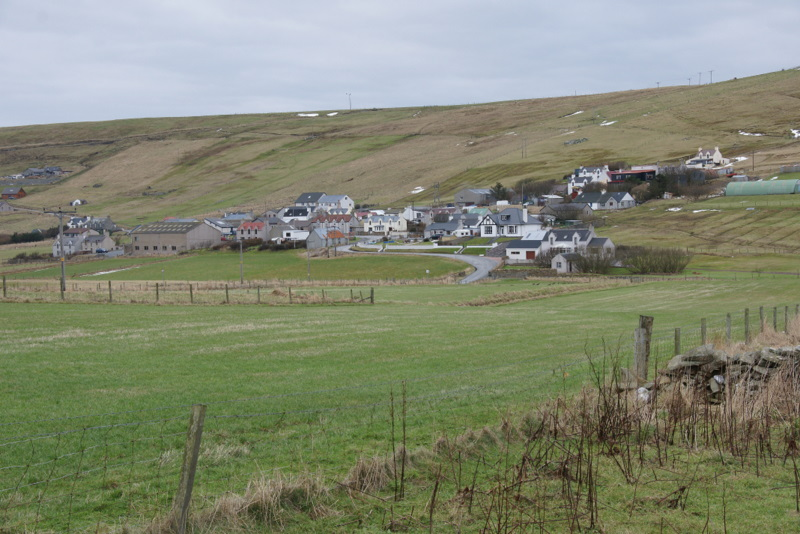
Blick auf Hoswick von Stove aus

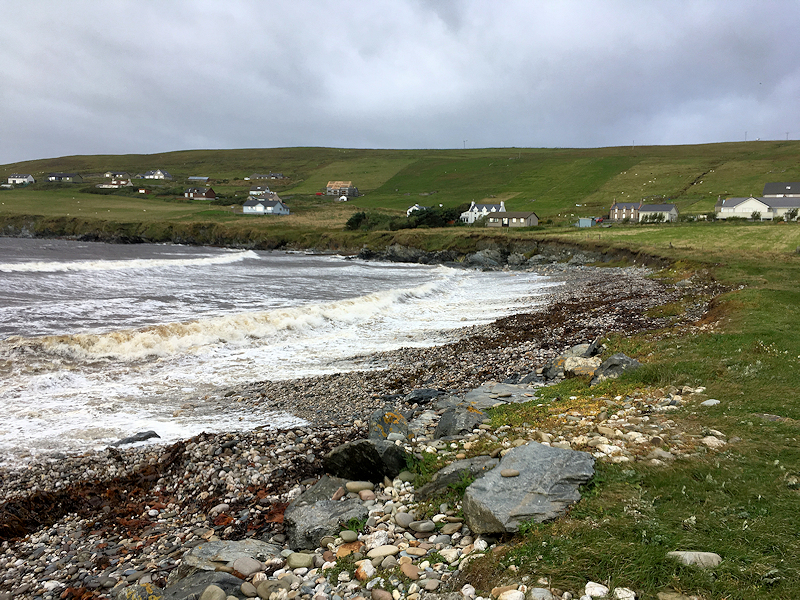
Hoswick und die Bucht

Hoswick ist eine Ortschaft, die in Schottland im Süden der Shetlandinseln liegt.

## Geographie
Hoswick liegt im Süden von Mainland am nördlichen Ufer der Meeresbucht Hos Wick. Sie wird, im Südwesten des Ortes, von der Landspitze Ness of Hoswick begrenzt Nach Lerwick sind es 19 Kilometer im Nordosten, nach Stove 400 Meter im Osten. Eine weitere Ortschaft in der Nähe ist Cumlewick im Südosten.

## Historisches
Im Rahmen der historischen Gliederung Schottlands in Civil Parishes zählt Hoswick zu Dunrossness.

## Verkehr
Durch den Ort verläuft die regionale C210, die mehrere Ortschaften zwischen Hoswick und Sandwick verbindet.